# Martragny
Martragny est une ancienne commune française, située dans le département du Calvados en région Normandie. Elle fait partie de la commune nouvelle de Moulins-en-Bessin.

## Géographie
Matragny est une commune du Bessin située sur l'axe Bayeux (à 8 kilomètres) - Caen (à 18 kilomètres). Le hameau Saint-Léger, partagé entre Matragny et Carcagny est situé sur la RN 13.

## Histoire
La découverte de briques romaines atteste l'occupation ancienne du site.
Le hameau Saint-Léger fut une paroisse distincte jusqu'au XVe siècle. Il abritait un prieuré et l'église Sainte-Marguerite détruite lors de la Révolution. Ce prieuré fut bâti grâce à la donation d'une acre de terre par Raoul de Martragny au XIIe siècle à l'abbaye de Saint-Sauveur-le-Vicomte. Traversé par une voie de communication importante, le hameau Saint-Léger regroupait l'essentiel des commerces (boucherie, maréchal-ferrant, café, charron) et services (la Poste) de la commune.
Le 1er janvier 2017, la commune est incorporée à la commune nouvelle de Moulins en Bessin et devient une commune déléguée. À la suite de l'arrêté préfectoral du 16 janvier 2019, le nom de la commune est graphié Moulins-en-Bessin et les communes déléguées sont supprimées au 1er janvier 2019. L'état-civil des anciennes communes déléguées est centralisé dans la mairie de Moulins-en-Bessin à Martragny.

## Politique et administration
| Période                                  | Période       | Identité          | Étiquette | Qualité                                                  |
| ---------------------------------------- | ------------- | ----------------- | --------- | -------------------------------------------------------- |
| mars 1989                                | mars 2008     | Philippe Jourdain |           |                                                          |
| mars 2008                                | 2009          | Hugues de Chassey | SE        | Ancien gérant de camping, démissionnaire en juillet 2009 |
| novembre 2009                            | décembre 2016 | Philippe Laurent  |           | Responsable technique                                    |
| Les données manquantes sont à compléter. |               |                   |           |                                                          |

## Démographie
L'évolution du nombre d'habitants est connue à travers les recensements de la population effectués dans la commune depuis 1793. À partir du 1er janvier 2009, les populations légales des communes sont publiées annuellement dans le cadre d'un recensement qui repose désormais sur une collecte d'information annuelle, concernant successivement tous les territoires communaux au cours d'une période de cinq ans. 
Pour les communes de moins de 10 000 habitants, une enquête de recensement portant sur toute la population est réalisée tous les cinq ans, les populations légales des années intermédiaires étant quant à elles estimées par interpolation ou extrapolation. Pour la commune, le premier recensement exhaustif entrant dans le cadre du nouveau dispositif a été réalisé en 2007,.
En 2018, la commune comptait 361 habitants, en évolution de −2,96 % par rapport à 2013 (Calvados : +1,58 %, France hors Mayotte : +2,49 %).
| 1793 | 1800 | 1806 | 1821 | 1831 | 1836 | 1841 | 1846 | 1851 |
| ---- | ---- | ---- | ---- | ---- | ---- | ---- | ---- | ---- |
| 404  | 406  | 453  | 442  | 471  | 458  | 414  | 398  | 426  |

| 1856 | 1861 | 1866 | 1872 | 1876 | 1881 | 1886 | 1891 | 1896 |
| ---- | ---- | ---- | ---- | ---- | ---- | ---- | ---- | ---- |
| 399  | 391  | 406  | 335  | 342  | 314  | 304  | 286  | 244  |

| 1901 | 1906 | 1911 | 1921 | 1926 | 1931 | 1936 | 1946 | 1954 |
| ---- | ---- | ---- | ---- | ---- | ---- | ---- | ---- | ---- |
| 234  | 220  | 223  | 226  | 233  | 224  | 212  | 234  | 231  |

| 1962 | 1968 | 1975 | 1982 | 1990 | 1999 | 2007 | 2012 | 2017 |
| ---- | ---- | ---- | ---- | ---- | ---- | ---- | ---- | ---- |
| 240  | 251  | 233  | 249  | 310  | 325  | 333  | 372  | 352  |

| 2018 | - | - | - | - | - | - | - | - |
| ---- | - | - | - | - | - | - | - | - |
| 361  | - | - | - | - | - | - | - | - |

## Lieux et monuments
- Le château de Martragny, construit en 1747 par le marquis de Grangues, est un bâtiment caractéristique de la période classique en Normandie.

Une longue allée rectiligne de 800 m bordée de hêtres mène au château.
Le château fut pendant plusieurs siècles la propriété de la famille de Cyresme. Une cloche sur le château témoigne encore de leur passage à Martragny. elle porte l'inscription suivante: « Je m'appelle Colibalie et mon propriétaire. M. de Cyresme est Seigneur d'aucun lieu, mais citoyen de l'univers ». L'un des héritiers Cyresme a appartenu à l'ordre de Malte, ce qui explique la croix de Malte gravée sur l'une des pierres de la façade est de l'orangerie du château.
Pendant la guerre, le château aurait appartenu à la famille Livry-Level. Philippe Livry-Level, propriétaire du château d'Audrieu s'est engagé dans la RAF (Royal Air Force) pendant la seconde guerre mondiale et a été membre de la première Assemblée nationale constituante (Calvados) et député du Calvados de 1946 à 1951.
Après le débarquement allié en Normandie du 6 juin 1944, le château de Martragny, libéré le 6 juin au soir, a servi d'hôpital. Une grande croix rouge était placée sur le toit pour protéger le site des bombardements. Les blessés étaient soignés dans les pièces du château. Dans l'allée, les morts étaient enterrés provisoirement en attendant d'être transférés par la suite dans des cimetières militaires.
À l'ouest du château, un champ a par la suite été transformé en aérodrome britannique sous le nom de code Aérodrome ALG B7.
Plus tard, le château a été acheté par la famille de Saint-Victor, qui a aménagé un camping international 4 étoiles dans le parc du château.
En 1990, le château est passé dans la famille de Chassey qui a maintenu le camping et aménagé des salles de réceptions dans les communs du château.
- « La Tour » : ancien moulin à vent, édifié en 1839 pour moudre les graines de colza.
- Le manoir de l'Abbaye, corps de ferme du XVIIe et XVIIIe.
- L'église de la Nativité-de-Notre-Dame, avec son retable en pierre taillée est daté du quatrième quart du XVIIIe, et son tabernacle en bois est daté lui du troisième quart du XVIIIe.
- L'ancien prieuré simple bénédictin Saint-Léger-et-Sainte-Madeleine, qui dépendait de l'abbaye de Saint-Sauveur-le-Vicomte[9].

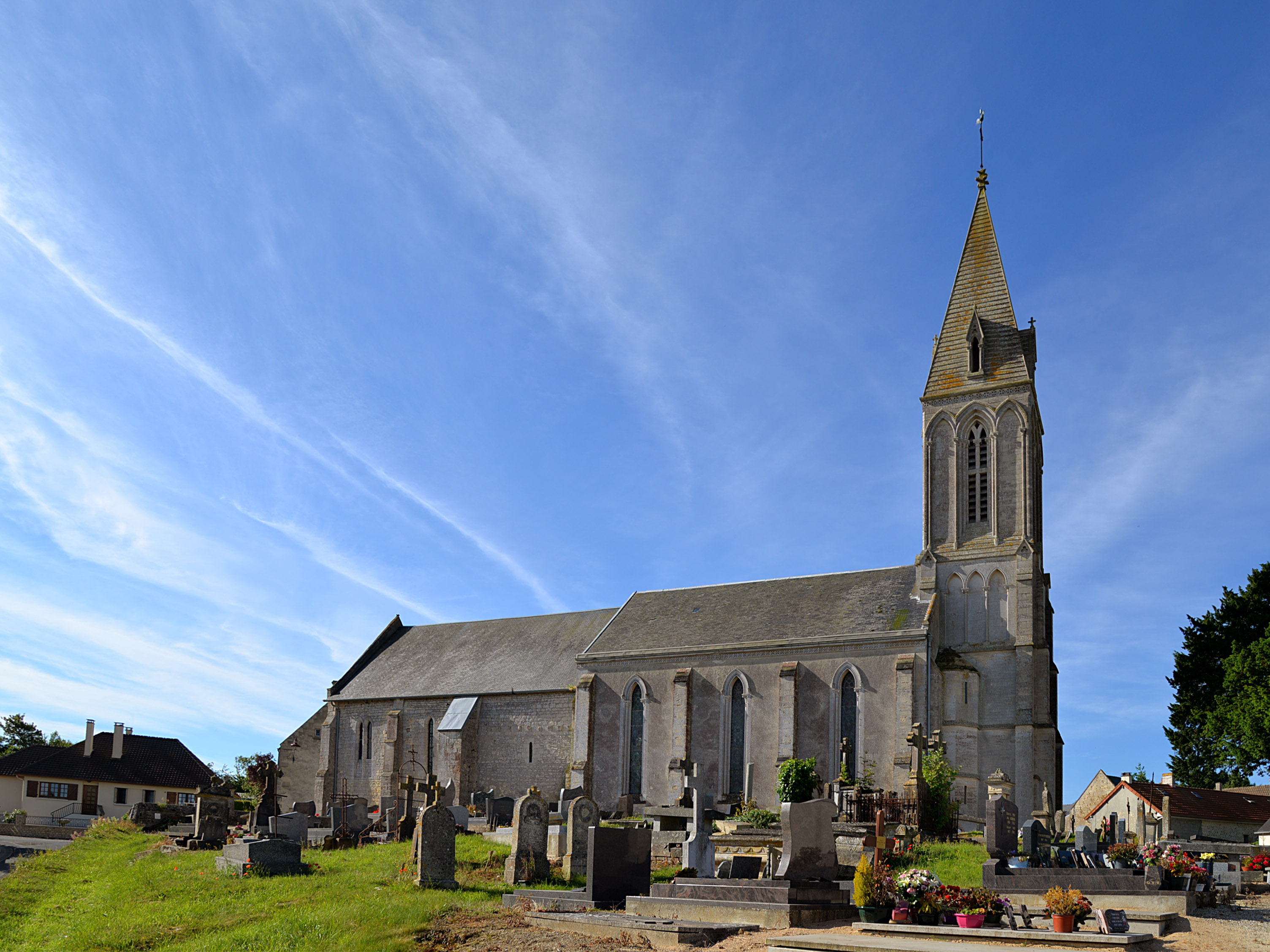
L’église Notre-Dame-de-la-Nativité.
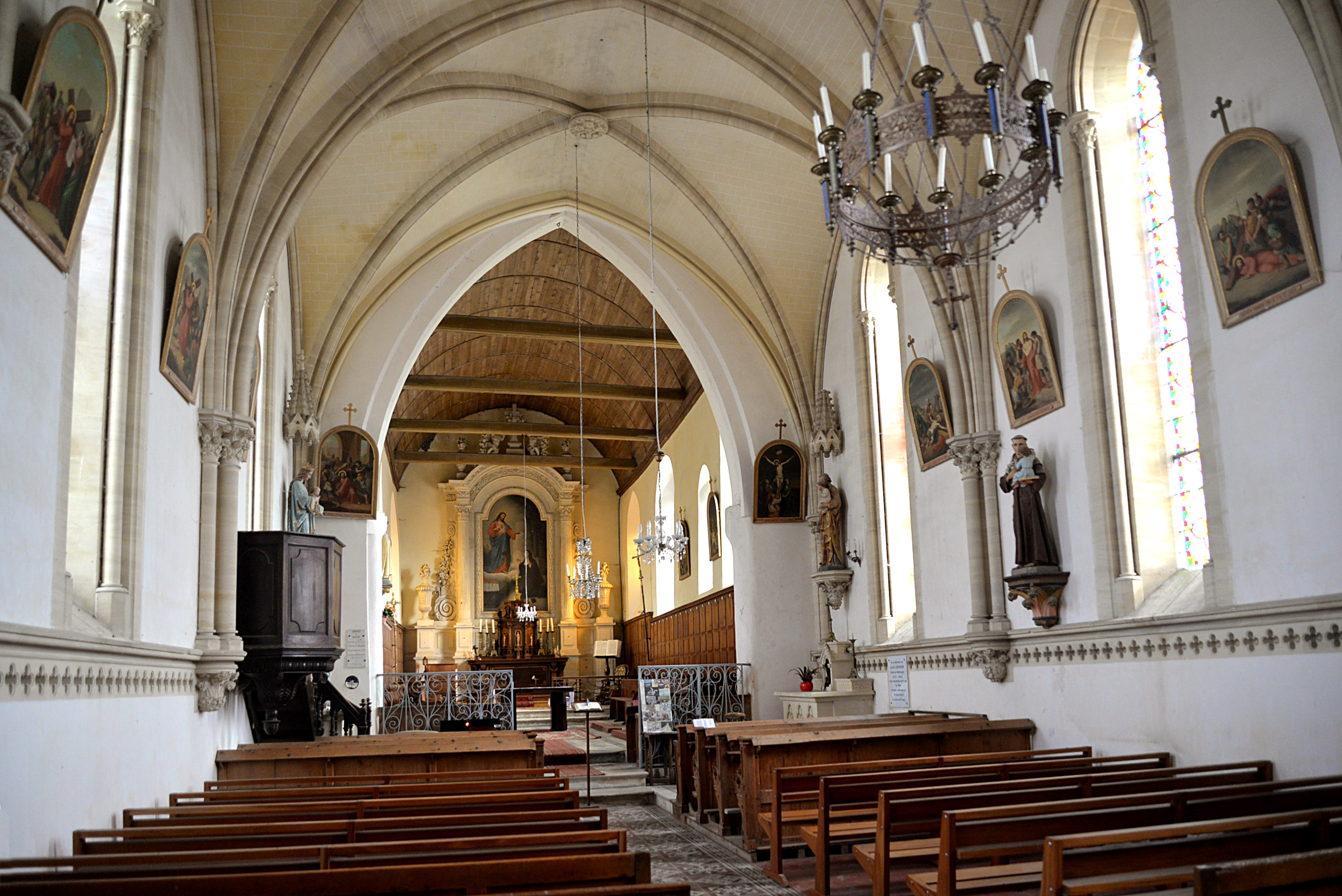
La nef de l’église Notre-Dame-de-la-Nativité.
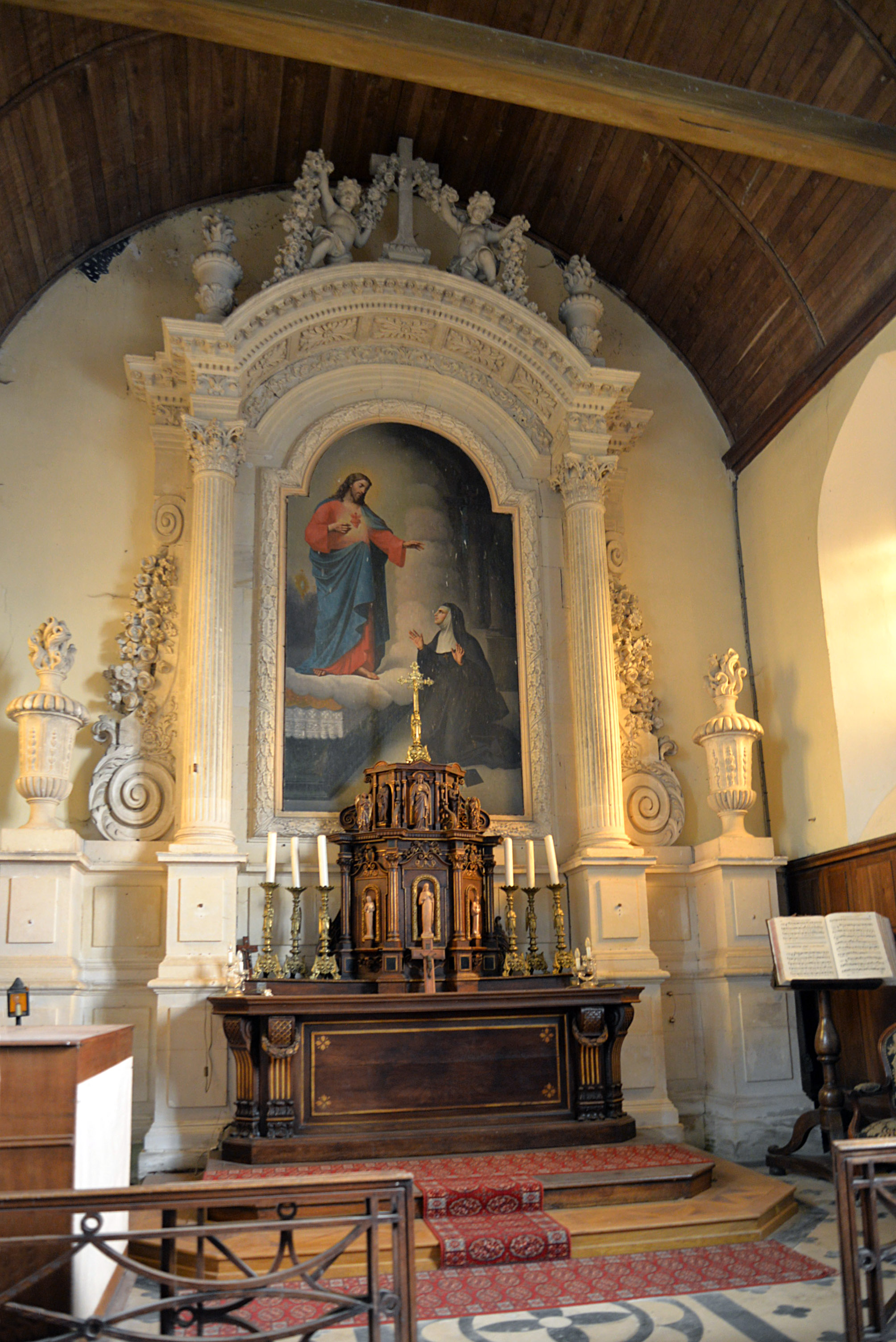
Le retable de l’église Notre-Dame-de-la-Nativité.
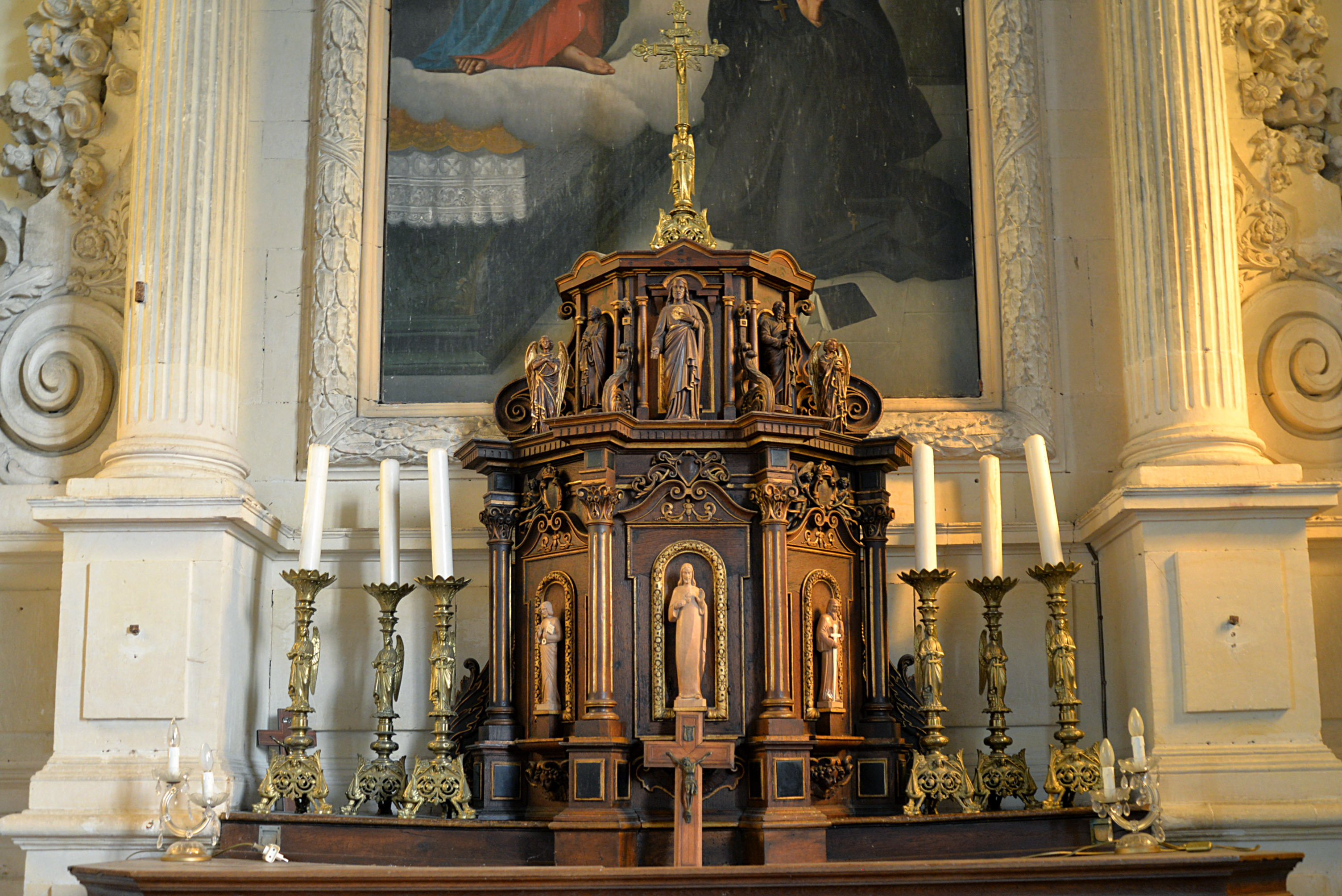
Le tabernacle de l’église Notre-Dame-de-la-Nativité.
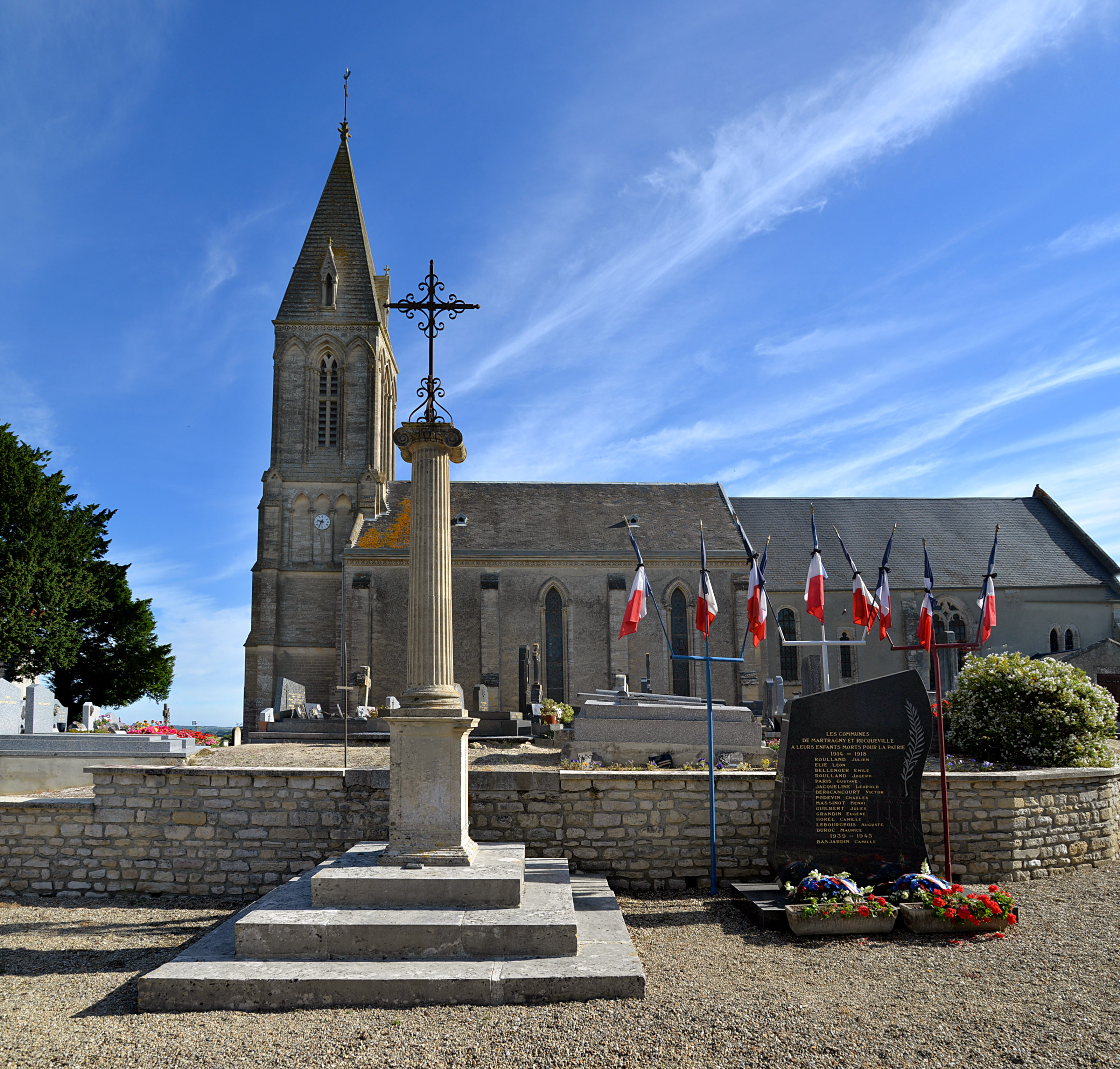
Le monument aux morts.

## Sports
Martragny ne dispose plus du terrain de football, qui se situait derrière la salle polyvalente à l'entrée de la commune, en venant de la RN 13. Le club de l'AS Martragny ayant cessé son activité, une partie de la surface du terrain est désormais occupé par les ateliers techniques de la communauté de communes de Seulles Terre et Mer.
Une piste de BMX est également présente sur la commune, juste derrière les ateliers techniques de la communauté de communes de Seulles Terre et Mer. Cette piste a été partiellement remise en état à trois reprises par l'Entente Sportive et Culturelle du Bicross Club de Martragny : une première fois lors du mois de septembre 2006 afin d'y installer un anneau d'entrainement, puis en début d'année 2010 pour créer une piste de niveau intermédiaire et enfin en octobre 2020 pour améliorer les virages et obstacles. La piste est désormais entretenue régulièrement et sert de lieu d'entraînement tous les samedis matins pour les pilotes adhérents du club. En dehors du samedi matin, la piste de BMX est en accès public.